# DUSP2
DUSP2 (англ. Dual specificity phosphatase 2) – білок, який кодується однойменним геном, розташованим у людей на короткому плечі 2-ї хромосоми.  Довжина поліпептидного ланцюга білка становить 314 амінокислот, а молекулярна маса — 34 400.
| 10         |  | 20         |  | 30         |  | 40         |  | 50         |
| ---------- |  | ---------- |  | ---------- |  | ---------- |  | ---------- |
| MGLEAARELE |  | CAALGTLLRD |  | PREAERTLLL |  | DCRPFLAFCR |  | RHVRAARPVP |
| WNALLRRRAR |  | GPPAAVLACL |  | LPDRALRTRL |  | VRGELARAVV |  | LDEGSASVAE |
| LRPDSPAHVL |  | LAALLHETRA |  | GPTAVYFLRG |  | GFDGFQGCCP |  | DLCSEAPAPA |
| LPPTGDKTSR |  | SDSRAPVYDQ |  | GGPVEILPYL |  | FLGSCSHSSD |  | LQGLQACGIT |
| AVLNVSASCP |  | NHFEGLFRYK |  | SIPVEDNQMV |  | EISAWFQEAI |  | GFIDWVKNSG |
| GRVLVHCQAG |  | ISRSATICLA |  | YLMQSRRVRL |  | DEAFDFVKQR |  | RGVISPNFSF |
| MGQLLQFETQ |  | VLCH       |  |            |  |            |  |            |

A: Аланін

C: Цистеїн

D: Аспарагінова кислота

E: Глутамінова кислота

F: Фенілаланін

G: Гліцин

H: Гістидин

I: Ізолейцин

K: Лізин

L: Лейцин

M: Метіонін

N: Аспарагін

P: Пролін

Q: Глутамін

R: Аргінін

S: Серин

T: Треонін

V: Валін

W: Триптофан

Кодований геном білок за функціями належить до гідролаз, протеїн-фосфатаз. 
Локалізований у ядрі.